# Full volant
El paper volant, full volant (o simplement volant), full volander, dit també octavilla (octaveta i volantí són barbarismes) és un full de paper la mida del qual (11 x 16 cm) és la meitat d'una quartilla, la vuitena part d'un plec de paper (d'on prové el nom octaveta). Serveix per a comunicar una ordre, un avís o una notícia. Quan és de caràcter publicitari rep el nom de fullet o prospecte publicitari; quan és un full propagandístic de petit format que difon propaganda, especialment de caràcter polític o ideològic, és dit full propagander.
Els papers volants s'han fet servir com a suport per als pamflets a fi de difondre idees polítiques o socials a partir del Renaixement, arran de la difusió de la impremta.
El seu ús ha passat a la publicitat, en què és habitual fer campanyes mitjançant el repartiment o publitramesa de fulls volants en les quals es mostren diversos missatges publicitaris.
El full volant és un document efectiu del punt de vista promocional puix que mercès a la seua mida petita és ràpid de llegir, recordar i desar. Per a això fer, és mester que tingui un títol colpidor que intrigui el lector i un argumentari molt concret sobre la idea, el producte, marca comercial, establiment, etc. Es considera que l'efecte produït pel full volant ve de la repetició, per això en cal lliurar més d'un.
Les maneres de difondre papers volants actualment són variades:
- Mitjançant el lliurament directe en la via pública. Es recomana de repartir-les en zones i franges horàries de gran afluència. Són especialment aconsellades les boques de metro, ja que el viatjador té prou temps durant el trajecte per a llegir i memoritzar-ne el missatge. S'estima que un repartidor situat en una bona zona comercial pot fer a mans vora 400 fulls volants a l'hora.
- Mitjançant bustiada, introduint-lo manualment a les bústies particulars dels edificis.
- Mitjançant posada al parabrisa, ço és, als automòbils.
- Mitjançant llançament massiu des d'un vehicle en marxa tal com un automòbil, furgoneta, avioneta, etc. Aqueix sistema és poc habitual i no tan efectiu com els anteriors.